# Oberflächenfilter
Ein Oberflächenfilter dient zur Abscheidung von Partikeln aus strömenden Fluiden. Der eigentliche Trenneffekt wird im Gegensatz zum Tiefenfilter nicht durch das Filtermedium hervorgerufen, sondern durch den Filterkuchen, der sich – mit Ausnahme der Querstromfiltration – an der Oberfläche des Filters bildet.
Mit einem Oberflächenfilter werden z. B. Staubpartikel (und daran gebundene Schadstoffe wie Dioxine/Furane) aus Rauchgasen abgeschieden, aber auch nutzbare Produkte wie Mehl aus einem Trägergasstrom. Der Abscheidegrad bezüglich der Partikel liegt in der Regel weit über 99 %.
Zur Oberflächenfiltration gehören u. a. folgende Filterformen bzw. -prinzipien:
- Kuchenfiltration bzw. Dead-End-Filtration
  - Schlauchfilter (häufigste Anwendung, im restlichen Teil dieses Artikels ausführlich beschrieben)
  - Filterpresse bzw. Massefilter
- Querstromfiltration.

Filterelemente bei der Oberflächenfiltration können in Form von Schläuchen, Kerzen, Taschen, Patronen oder Schüttschichten ausgeführt sein. In der Wasser- und Abwasseraufbereitung sind aber auch andere Formen gängig, wie beispielsweise scheiben-, trommel- oder rautenförmige Strukturen.

## Filtermedien
Filtermedien sind poröse Flächen- oder Körpergebilde. Hauptunterscheidungsmerkmal ist ihre Flexibilität. Sie werden deshalb üblicherweise in
- flexible Filtermedien,
- starre Filtermedien und
- Schüttschichten

unterschieden.
Zu den flexiblen Filtermedien zählen die textilen Filter. Sie werden vorzugsweise aus synthetischen Fasern, aber auch aus metallischen oder anorganischen Fasern hergestellt. Aufgrund ihrer chemischen, mechanischen und thermischen Eigenschaften wurden natürliche Fasern weitgehend verdrängt.
Starre Filtermedien sind durch hohe Steifigkeit und Eigenfestigkeit gekennzeichnet. Sie bestehen in der Regel aus Fasern oder Körnern. Das aus Kunststoff, Metall oder Keramik bestehende Grundmaterial üblicherweise versintert. Kornkeramische Filterelemente mit Blähton oder Siliziumkarbid als Grundstoff können zur Heißgasfiltration eingesetzt werden.
Körniges, häufig oxidisches Material, dessen Art und Korngrößenverteilung hinsichtlich der Trennaufgabe angepasst werden kann, dient zum Aufbau  von Schüttschichten. Im Gegensatz zu den vorgenannten Filtermedien sind Schüttschichtfilter nur ein loser Verbund körnigen Materials, der vom Fluid durchströmt wird.

## Ausführung als Schlauchfilter
Als Erfinder der Schlauchfilter gilt Wilhelm Beth aus Lübeck.

### Funktion

Schematische Darstellung eines Filterhauses

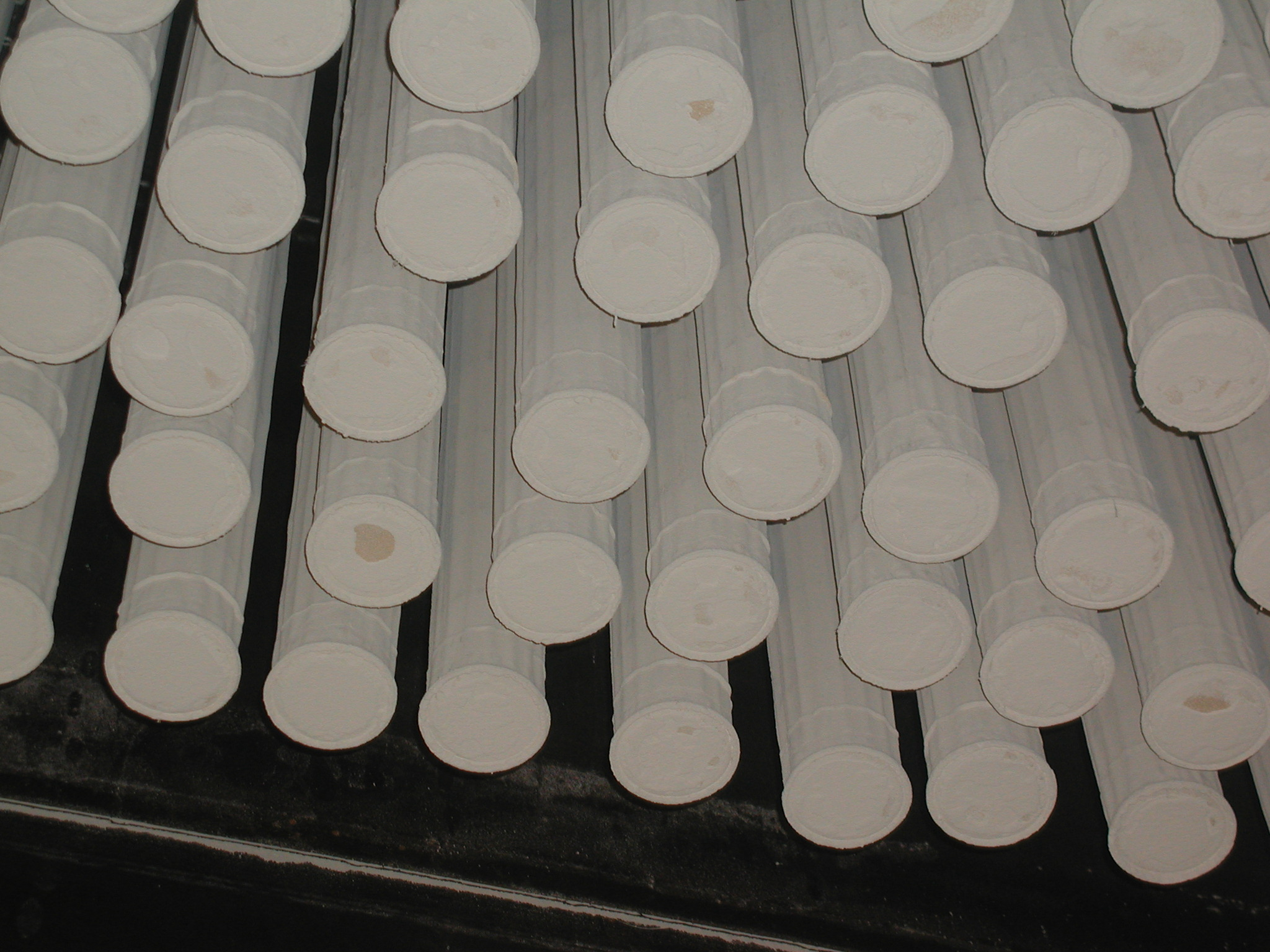
Filterschläuche (Blick von unten)

Schlauchfilter werden in Filterhäusern – bestehend aus mehreren Kammern – eingesetzt, die von einem Gasstrom durchströmt werden, der Abgase oder einen Wertstoff enthält. In jeder Kammer befinden sich mehrere Reihen zylindrischer Filterschläuche, die mittels eingelassener Stützkörbe oder -ringe stabilisiert werden. Das partikelbeladene Gas durchströmt die Filterschläuche in aller Regel von außen nach innen, wodurch sich auf der Oberfläche des Filtermediums eine Staubschicht (Filterkuchen) aufbaut, die mit zunehmender Dicke selbst als hocheffektiver Filter wirkt.
Allerdings bewirkt der Aufbau der Staubschicht einen Anstieg des Differenzdrucks und damit einen Anstieg der bei der Schlauchdurchströmung verbrauchten Energie. Aus diesem Grund muss der Schlauch regelmäßig abgereinigt werden (in der Praxis erfolgt dies entweder nach Ablauf einer gewissen Zeit oder bei Erreichen eines definierten Differenzdruckes). Die Abreinigung erfolgt meist durch Drucklufteindüsung in die Schläuche, wodurch sich die Staubschicht ablöst und nach unten in einen Auffangtrichter fällt. Dieser wird über eine Zellenradschleuse entleert.
Insbesondere bei der Heißgasfiltration ist eine auf dem Filtermedium verbleibende Staubschicht erwünscht, um als Filterhilfsschicht das Medium zu schützen und einen hohen Abscheidegrad zu erzielen.
Die Abreinigung der Filterschläuche ist ein energie- und emissionsintensiver Vorgang: Bei zu kurzen Zeiträumen zwischen den einzelnen Abreinigungsvorgängen kann sich kein stabiler Betrieb einstellen, das Filtermedium wird zu starken mechanischen Beanspruchungen ausgesetzt, und die emissionsmindernde Wirkung des Filterkuchens wird beeinträchtigt: 60 % bis 90 % der Staubemissionen treten während der Abreinigungsphase auf.
Zur Entfernung gasförmiger Schadstoffe aus dem Gasstrom können vor dem Filter Sorbentien (z. B. Aktivkohle, Natriumhydrogencarbonat oder Calciumhydroxid) eingeblasen werden, deren Partikel sich ebenfalls im Filterkuchen absetzen. Bei Durchströmen des Filterkuchens wird dann die Schadgaskonzentration durch Adsorption oder chemische Reaktion mit den Sorbentien reduziert. Dies geschieht bei entsprechend hoher Sorbenskonzentration zu großen Teilen bereits im Flugstrom vor Erreichen des Filters.

### Filtermedium
Als Filtermedium kommen bei niedrigen Temperaturen (unter 250 °C) meist Nadelfilze zum Einsatz. Teilweise werden auch feine Gewebe verwendet, aufgrund der geringeren Abscheideleistung eines nackten Gewebes jedoch mit abnehmender Tendenz. Für eine bessere Abscheidung kann anströmseitig eine ePTFE-Membran auf das Gewebe bzw. den Nadelfilz aufgebracht werden. Bei Filtermedien mit ePTFE-Membran werden neben Nadelfilzen häufig Glasgewebe als Träger verwendet.
Insbesondere bei Hochtemperaturanwendungen (über 250 °C) werden starre keramische (Korn- oder Faserkeramik) oder metallische (z. B. Sintermetalle, siehe Sinterfilter) Filtermedien eingesetzt, in diesem Fall wird anstelle von Filterschlauch die Bezeichnung Filterkerze verwendet. Zur Reduktion von Schadstoffen (z. B. Dioxin) können solche Medien zusätzlich mit Katalysatoren beschichtet werden.

### Anwendung

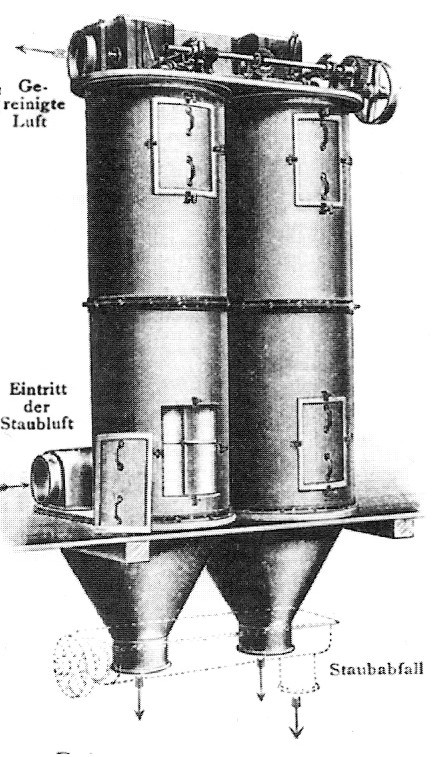
„Beth“-Filter „KS“ (1910)

Schlauchfilter werden in der Industrie beispielsweise zur Rauchgasreinigung verwendet, vor allem in Kraftwerken, Zementwerken und Müllverbrennungsanlagen. Ein weiterer Anwendungsfall ist die Abscheidung von Schleifstäuben. In Mühlen wird das Mehl oftmals pneumatisch gefördert, hier dienen Schlauchfilter zur Rückgewinnung des Mehls aus dem Gasstrom. In Krematorien werden Schlauchfilter mit katalytisch aktiviertem Nadelfilz zur Minderung von Polychlorierten Dibenzodioxinen und Dibenzofuranen eingesetzt.

## Entsorgung
Je nach Anwendungsfall ist mit dem Filterkuchen und dem Filtermaterial zu verfahren. Sofern der zurückgehaltene Staub kein Produkt ist oder enthält, müssen sie gegebenenfalls als Sondermüll entsorgt werden. Dies hängt ab vom filtrierten Staub, den abgeschiedenen Schadgasen und einem möglicherweise zugegebenen Sorbens.